# Mari Paz Vilas
María de la Paz Vilas Dono (Villagarcía de Arosa, Pontevedra, España; 1 de febrero de 1988), más conocida como Mari Paz o Mapi, es una exfutbolista española. Ha sido convocada en 27 ocasiones con la  Selección Femenina de España, anotando 15 goles.

## Trayectoria
Mari Paz comenzó su andadura en el fútbol con el Arosa, equipo mixto de su localidad en el que jugó desde los siete años hasta finalizar su etapa como cadete. En 2002 se unió al Atlético Arousana, club que se encontraba en promoción de ascenso y le dio mayor visibilidad. Su gran calidad futbolística hizo que equipos como el Atlético de Madrid y el Levante U. D. pusieran interés en ella. En 2006 Mari Paz decidió fichar por el Levante U. D. y con él pudo jugar por primera vez la Superliga. 
Tras una etapa de dos años en el Levante U. D., donde conquistó una Liga y una Copa de la Reina (marcó un doblete en la final), en 2008 fichó por el F. C. Barcelona. Mari Paz se mantendría durante tres temporadas en el club blaugrana y lograría conquistar una Copa de la Reina y tres Copas de Cataluña. En 2011 es presentada como nueva judadora del R. C. D. Espanyol. La gallega permaneció durante dos temporadas en el club perico y conquistó una Copa de Cataluña y una Copa de la Reina, marcando un gol en la final y convirtiéndose en la mejor jugadora del torneo.

### Valencia CF Femenino
En 2013 ficha por el Valencia C. F. y pasa a convertirse en la delantera de referencia del conjunto ché, consiguiendo marcar 17 tantos en liga durante la primera temporada y anotando 21 goles en liga en la segunda temporada. En la temporada 2014-15 consigue hacer historia con el Valencia C. F. al finalizar la liga en cuarto puesto y consagrarse como subcampeona de la Copa de la Reina, tras perder la final por 2-1 contra el Sporting de Huelva.
El 29 de enero de 2016 tras concluir la remodelación del campo de San Xinés en Bamio (parroquia de Villagarcía de Arosa) se anunció que llevará el nombre de la deportista local Mari Paz Vilas.
La temporada 2016/17 iba a ser la más goleadora hasta la fecha para la delantera. Iba a finalizar LaLiga Iberdrola siendo la tercera jugadora con más goles de la categoría. Un total de 28 goles en apenas 30 partidos. Sin duda unos números de Killer. Gracias a su aportación y a la gran temporada del Valencia C. F., iban a disputar la Copa de la Reina. El primer partido fue ante el Athletic Club, un rival al que le marcaría dos de los tres tantos que terminarían por darles el paso a las semifinales, donde se medirían ante el F.C. Barcelona.
El 28 de mayo de 2020 en pleno año del COVID-19, el Valencia CF anunció su no renovación por tanto la salida del club tras 7 temporadas convirtiéndose en su máxima goleadora situándose entre dos grandes figuras del valencianismo Mario Alberto Kempes y David Villa.

### Real Betis Balompié
Tras su no continuación en el Valencia C. F. tras 7 temporadas en el club hizo las maletas y marchó a Sevilla , al club verdiblanco donde estaría las siguientes dos temporadas teniendo su importancia en el equipo llegando a ser una de las capitanas del equipo.

## Selección española
Mari Paz ha disputado 8 partidos con la selección española y ha marcado un total de 11 goles. El 5 de abril de 2012 en un partido clasificatorio para la Eurocopa Femenina de 2013, España ganó a Kazajistán por 13-0 y la delantera gallega consiguió marcar 7 goles.
Tras un largo periodo sin formar parte de la Selección Española el 4 de septiembre de 2015 volvió a una convocatoria para los 2 amistosos que disputó España contra China los días 18 y 21 de septiembre en las ciudades asiáticas de Weinan y Chenzhou. Después de tres años sin estar convocada, Mari Paz pudo disputar 36 minutos de juego.
El 30 de mayo de 2017 el seleccionador Jorge Vilda convocaría a la delantera con la selección para disputar un partido amistoso contra Brasil el 10 de junio de 2017.

## Clubes
| Club               | País   | Temporadas | Partidos Jugados | Goles |
| ------------------ | ------ | ---------- | ---------------- | ----- |
| Atlético Arousana  | España | 2002-2006  | ?                | ?     |
| Levante U. D.      | España | 2006-2008  | 48               | 17    |
| F. C. Barcelona    | España | 2008-2011  | 58               | 20    |
| R. C. D. Espanyol  | España | 2011-2013  | 59               | 50    |
| Valencia C. F.     | España | 2013-2020  | 195              | 132   |
| R. Betis Balompié  | España | 2020-2022  | 55               | 14    |
| Levante Las Planas | España | 2022-2023  | 26               | 4     |

## Palmarés

### Campeonatos nacionales
| Título           | Club              | País   | Año  |
| ---------------- | ----------------- | ------ | ---- |
| Copa de la Reina | Levante U. D.     | España | 2007 |
| Liga Española    | Levante U. D.     | España | 2008 |
| Copa de la Reina | F. C. Barcelona   | España | 2011 |
| Copa de la Reina | R. C. D. Espanyol | España | 2012 |

### Campeonatos regionales
| Título        | Club              | Región   | Año  |
| ------------- | ----------------- | -------- | ---- |
| Copa Cataluña | F. C. Barcelona   | Cataluña | 2009 |
| Copa Cataluña | F. C. Barcelona   | Cataluña | 2010 |
| Copa Cataluña | F. C. Barcelona   | Cataluña | 2011 |
| Copa Cataluña | R. C. D. Espanyol | Cataluña | 2013 |